# Babycall
Babycall – norwesko-szwedzko-niemiecki thriller z 2011 roku w reżyserii Pål Sletaune. Polska premiera odbyła się 18 maja 2012 roku.

## Fabuła
Anna, samotna matka ośmioletniego Andersa, przeprowadza się do nowego mieszkania. Oboje objęci są programem ochrony świadków i ich nowy adres jest tajemnicą. Kobieta ma nadzieję, że na ich ślad nie trafi ojciec chłopca, który swoim brutalnym zachowaniem wielokrotnie udowadniał, że jest zagrożeniem dla niej i ich dziecka.

## Obsada
- Noomi Rapace jako Anna
- Kristoffer Joner jako Helge
- Vetle Qvenild jako Anders
- Stig R. Amdam jako Ole
- Maria Bock jako Grete
- Henrik Rafaelsen jako lekarz